# Kecamatan Pirak Timur
Kecamatan Pirak Timur (indonesiska: Pirak Timur) är ett distrikt i Indonesien.   Det ligger i provinsen Aceh, i den västra delen av landet, 1 600 km nordväst om huvudstaden Jakarta.